# Richard Meade (3e comte de Clanwilliam)
Richard Charles Francis Christian Meade, 3e comte de Clanwilliam (15 août 1795 - 7 octobre 1879), appelé Lord Gillford entre 1800 et 1805, est un diplomate et homme politique britannique.

## Jeunesse et éducation
Il est le fils unique de Richard Meade (2e comte de Clanwilliam), et Caroline, la comtesse Thun et devient comte à l'âge de dix ans. Ses premières années sont passées à Vienne, où son père a déménagé après une série de querelles amères avec ses propres parents au sujet de son mariage et de leurs énormes dettes, ce qui l'a privé de ce qui aurait dû être un grand héritage. Après la mort de son père, Richard est élevé par des parents en Angleterre. Il fait ses études à Eton.
Dans ses Mémoires d'outre-tombe de 1848, François-René de Chateaubriand écrit de Meade que « à la tête des plus jeunes [London dandies des années 1820] […] Lord Clanwilliam était éminent, le fils, disait-on, du duc de Richelieu. Il a fait des choses merveilleuses: il a monté son cheval à Richmond et est revenu chez Almack après être tombé deux fois. Il avait une certaine astuce pour parler à la manière d'Alcibiade, ce qui ravissait. »

## Carrière diplomatique et politique
Lord Clanwilliam rejoint le service diplomatique. Il fréquente la suite de Lord Castlereagh au Congrès de Vienne en 1814 et est son secrétaire particulier de 1817–18 en sa qualité de ministre des Affaires étrangères. Il est l'une des premières personnes à voir la veuve de Castlereagh après son suicide : elle l'a embrassé chaleureusement, disant que Castlereagh l'avait aimé. C'est lui qui est en grande partie responsable de la décision de donner à Lord Castlereagh des funérailles officielles à l'Abbaye de Westminster, pour lesquelles il est critiqué par ceux qui pensent que le souhait de Castlereagh était d'organiser des funérailles familiales privées. Il est l'un des nombreux témoins qui ont témoigné plus tard de l'état mental de plus en plus étrange de Castlereagh dans les jours précédant son suicide.
Il devient sous-secrétaire d'État aux Affaires étrangères en 1822 puis envoyé à Berlin de 1823 à 1827. En 1828, il est créé baron Clanwilliam, de Clanwilliam dans le comté de Tipperary, dans la pairie du Royaume-Uni.
En 1847, il reçoit le poste honoraire de capitaine du château de Deal, qu'il conserve jusqu'à sa mort .

## Famille
Lord Clanwilliam épouse Elizabeth Herbert, fille de George Herbert (11e comte de Pembroke), le 5 juillet 1830. Il est décédé en 1879 et est remplacé par son fils aîné, Richard Meade (4e comte de Clanwilliam). Son deuxième fils, Robert Henry Meade (en), est sous-secrétaire permanent du Colonial Office.